# Hypospila fijiensis
Hypospila fijiensis là một loài bướm đêm trong họ Noctuidae.